# Campionati europei di nuoto di fondo 2008
I campionati europei di nuoto di fondo 2008 si sono disputati a Ragusa, in Croazia, dal 9 al 14 settembre. È stata la IVª edizione complessiva dell'evento, che si è tornato a svolgere per la prima volta da quando il nuoto in acque libere è stato inserito all'interno del programma dei campionati europei di nuoto (nel 1995).

## Medagliere
| Posizione | Paese    |   |   |   | Totale |
| --------- | -------- | - | - | - | ------ |
| 1         | Italia   | 3 | 1 | 2 | 6      |
| 2         | Germania | 1 | 3 | 3 | 7      |
| 3         | Russia   | 1 | 2 | 2 | 5      |
| 4         | Grecia   | 1 | 0 | 0 | 1      |
| 4         | Spagna   | 1 | 0 | 0 | 1      |
| 6         | Francia  | 0 | 1 | 0 | 1      |
| Totale    | Totale   | 7 | 7 | 7 | 21     |

## Risultati

### Uomini
| Evento | Oro                 | Perform.  | Argento         | Perform.  | Bronzo         | Perform.  |
| 5 km   | Spyridon Gianniotis | 52'57"2   | Jan Wolfgarten  | 53'55"7   | Thomas Lurz    | 54'04"3   |
| 10 km  | Thomas Lurz         | 1h52'48"9 | Evgeny Drattsev | 1h52'50"6 | Toni Franz     | 1h52'53"0 |
| 25 km  | Valerio Cleri       | 4h29'00"0 | Joanes Hedel    | 4h32'40"9 | Dmitry Solvyev | 4h34'02"4 |

### Donne
| Evento | Oro                 | Perform.  | Argento          | Perform.  | Bronzo       | Perform.  |
| 5 km   | Rachele Bruni       | 58'50"7   | Britta Kamrau    | 59'16"1   | Alice Franco | 59'39"0   |
| 10 km  | Larisa Ilchenko     | 2h00'30"9 | Martina Grimaldi | 2h00'31"4 | Alice Franco | 2h00'32"2 |
| 25 km  | Margarita Dominguez | 5h38'35"3 | Britta Kamrau    | 5h39'00"2 | Anna Uvarova | 5h39'06"6 |

### Misto
| Evento         | Oro                                               | Perform. | Argento                                                            | Perform. | Bronzo                                            | Perform. |
| 5 km a squadre | Italia Rachele Bruni Andrea Volpini Luca Ferretti | 56'17"5  | Russia Ekaterina Seliverstova Daniil Serebrennikov Evgeny Drattsev | 57'03"6  | Germania Britta Kamrau Jan Wolfgarten Thomas Lurz | 57'30"0  |

## Fonti
- (EN) Omegatiming.com (PDF)[collegamento interrotto].